# Soteriscus relictus
Soteriscus relictus är en kräftdjursart som beskrevs av Albert Vandel1960. Soteriscus relictus ingår i släktet Soteriscus och familjen Porcellionidae. Inga underarter finns listade i Catalogue of Life.